# Víktor Askóchenski
Víktor Ipátievich Askóchenski (AFI: ['vik.tər ɪ̯.'pa.tʲjɛ.vɪt∫ as.'ko.t͡ɕens.kʲɪj]; 13 de octubre de 1813, Vorónezh - 30 de mayo de 1879, San Petersburgo) fue un escritor, periodista e historiador ruso. Sus escritos más importantes fueron los análisis sobre la historia de la ortodoxia en la Ucrania del Imperio ruso.

## Biografía
Nació en Vorónezh, hijo de un clérigo que había dirigido el coro de su provincia natal. Tras unos breves años siendo educado en casa, fue a estudiar al Seminario Teológico de Vorónezh. Allí completó el curso como uno de los mejores alumnos, ingresando en la Academia Teológica de Kiev. Como estudiante de teología, filología e historia, obtuvo su licenciatura cum laude a finales de 1839.
Así, fue nombrado profesor adjunto de  polaco y alemán, además de patrología a partir de 1841. Durante este tiempo se dedicó a estudiar a fondo la Biblia y los Padres de la Iglesia. Escribió su primer escrito en la revista Voskresnoye chteniye (Lectura dominical), en 1839, continuando su labor periodística en revistas como Mayak (Faro) y Moskvityanin (El Moscovita) con poemas y artículos.
En 1844, abandonó la Academia y fue a vivir con el gobernador general del territorio sudoeste, Dimitri Gavrílovich Bíbikov, como tutor de uno de sus parientes, muriendo en el mismo año su esposa. En 1846, publicó en Kiev su primer libro, Kratkoye nacheptanye istorii russkoy literatury (Breve reseña de la historia de la literatura rusa), una compilación biográfica de escritores tanto ateos como religiosos, junto con comentarios de Askóchenski a las obras.
Entre 1846 y 1849, trabajó en Zhytómyr como asesor de la Gobernación de Volinsky, y desde el fin de esta labor hasta 1851 el cargo de juez de conciencia y presidente de la Cámara Civil en Kamianéts-Podilskyi. Al término de dicha labor, se instaló en Kiev, como asesor universitario.
Durante este período experimentó una profunda crisis interna, fruto de la muerte de su segunda esposa (1847). Así, un escepticismo juvenil, acompañado de una actitud crítica ante aspectos de la vida pública y la Iglesia (educación espiritual, monasticismo...), dio paso a una cosmovisión conservadora. Su producción pasó a ser entonces exclusivamente literaria, siendo, hasta el final de su vida, su única fuente de ingresos.
De este modo comenzó su producción sobre la historia de la ortodoxia, con una biografía sobre el monje Vasili Grigorovich-Barski, titulada V. G. Grigorovich-Barskiy, znamenityy puteshestvennik v. (V. G. Grigorovich-Barski, el famoso explorador del siglo XVIII, 1854). A esta obra siguieron su Kiyev s drevneyshim yego uchilishchem Akademiyeyu (Kiev con su Academia más antigua, 1856) y su obra cumbre, Istoriya Kiyevskoy dukhovnoy akademii, po preobrazovanii yeye, v 1819 godu (Historia de la Academia Teológica de Kiev, en su transformación, desde 1819; 1863).
En 1857, se trasladó a San Petersburgo, lanzando en julio del año siguiente el semanal Domashney Besedy (Conversaciones en el hogar), el cual editó durante veinte años. Ensalzando los valores espirituales de la civilización ortodoxa rusa, escribió un artículo contra Aleksandr Pushkin, titulado «¡Dejadnos tener nuestra propia opinión!». En la línea defendida por Avsenkti Martinov en la década de 1840, le acusó de atacar a la Iglesia ortodoxa y sostener los «aborrecibles valores europeos» que habían «corrompido el honor nacional».
También publicó una novela, El Asmodeo de nuestro tiempo (Asmodey nashego vremeni, 1858), un apasionado peán a la ortodoxia. En esta obra, Askochénski plasma cómo una imagen exagerada y distorsionada puede corromper al lector, abocándolo a tendencias anticristianas como el escepticismo o el nihilismo. Con ella hizo su debut literario como acusador de la inmoralidad y ateísmo de la sociedad rusa.
Asimismo, criticó ferozmente la compilación de artículos del archimandrita Aleksandr Matveevich Bukharev, titulada Sobre la ortodoxia en relación con el mundo contemporáneo, en diferentes artículos (Opravoslavii ν otnosheniiksovremennosti, ν raznykhstat'yakh, 1860). Contra ella alegó que cualquier persona que «defiende la Ortodoxia y extiende su mano a la civilización contemporánea es un cobarde, renegado y traidor». Cuando posteriormente Bukharev se disponía a publicar un libro sobre el Apocalipsis, el sínodo lo prohibió, a recomendación de Askóchenski.
A causa de una enfermedad mental, en 1877 fue internado en el Hospital Petropavlovskoy (de Pedro y Pablo) de San Petersburgo. Con motivo de este suceso, en el número 45 de Domashney Besedy (5 de noviembre) aparece el siguiente texto, titulado «Anuncio triste, pero necesario, para suscriptores, lectores y admiradores de Domashney Besedy» (Грустное, но необходимое объявление подписчикам, читателям и почитателям "Домашней Беседы"):

Редактор-издатель журнала "Домашняя Беседа" Виктор Ипатьевич Аскоченский, 19 лет послуживший верой и правдой общественно литературному делу в издании "Беседы", которая всегда была врагом духа века сего и стояла крепко на твердой почве св. православия и народности русской, вследствие усиленных занятий, 23-го октября поражен нервным ударом (воспалением в мозгу) и на днях отправлен в больницу. Надежда на скорое его выздоровление довольно сомнительна. И потому как выпуск дальнейших номеров "Домашней Беседы" за текущий год, так и подписка на "Домашнюю Беседу" в будущем 1878 году, впредь до поправления здоровья редактора, прекращаются. Жена редактора, Татьяна Владимировна Аскоченская, в глубокой горести о серьезной болезни ее мужа, который жил единственно трудами издания журнала и теперь, кроме значительных долгов, не оставил ей с четверыми детьми никаких средств даже и к дневному пропитанию, покорнейше просит гг. подписчиков извинить ее больного мужа за недоимку номеров "Домашней Беседы" в текущем году и по христианскому братолюбию помолиться о его выздоровлении, для поддержки его бедного семейства и убитой горестью жены его.
El director y editor de la revista "Domashney Besedy", Víktor Ipátievich Askóchenski, que sirvió fielmente durante 19 años en la causa pública de la edición de "Domashney Besedy", que ha sido siempre el enemigo del espíritu de esta época, y se mantuvo firmemente en el suelo sólido de la Santa Ortodoxia y la nación rusa, debido a sus numerosas ocupaciones, sufrió un shock nervioso (inflamación del cerebro) y ha sido enviado recientemente al hospital. La esperanza de su pronta recuperación es bastante dudosa. Por lo tanto, tanto el tema de los siguientes números de "Domashney Besedy" para el año en curso, así como la suscripción a "Domashney Besedy" en el futuro 1878, cesan hasta que se recupere la salud del editor. La esposa del editor, Tatiana Vladimirovna Ascochenskaya, en profunda tristeza por la grave enfermedad de su esposo, que subsitía únicamente a través de la publicación de la revista, y ahora, aparte de deudas considerables, no le dejó fondos con cuatro hijos, incluso para las comidas diarias, humildemente solicita a los señores suscriptores que excusen a su esposo enfermo por atrasos en los asuntos de "Domashney Besedy" este año y por amor fraternal cristiano para orar por su recuperación, para el apoyo de su pobre familia y su ex-esposa, quien fue asesinada por las penas.

Fallecería en dicho hospital el 30 de mayo de 1879, sepultado en el Monasterio Costero de San Sergio.
De poco talento para la ficción artística, fue un publicista por vocación, adquiriendo notoriedad en el campo periodístico gracias a sus fervorosos ataques, más que por su ingenio y sabiduría. Todas sus obras literarias alcanzaron cierto éxito, siendo vendidas a cabo de la primera edición. De este modo, sus escritos dividieron a la crítica. Entre sus detractores sen encontraban Alexander Herzen, Apollón Grigóriev y Fiódor Dostoyevski; mientras que sus seguidores fueron Nikolái Leskov, Lev Tolstói y Serguéi Nilus. Mayor importancia tuvieron sus trabajos históricos.

## Carácter
La publicación de su Dnevnik (Diario), en 1882, muestra que su oscurantismo se explica por sus fracasos personales. Así, los pasajes correspondientes a su época como profesor muestran a una persona totalmente diferente. La muerte de su primera (1844) y segunda esposa (1847), junto con la crisis sufrida tras su instalación en Kiev (1851), convirtieron a Askóchenski en un individuo no sólo más conservador, sino también más mordaz e introvertido.

## Obras
- Kratkoye nacheptanye istorii russkoy literatury (Breve reseña de la historia de la literatura rusa), 1846.
- Pansionerka (Pensionista), 1848.
- V. G. Grigorovich-Barskiy, znamenityy puteshestvennik XVIII veka (V. G. Grigorovich-Barski, el famoso viajero del siglo XVIII), 1854.
- Zamorskim vitiyam (Visiones en el extranjero), 1854.
- Kiyev s drevneyshim yego uchilishchem Akademiyeyu (Kiev con su Academia más antigua), 1856.
- Ya. K. Amfiteatrov, 1857. Una biografía del escritor Yakov Kosmich Amfiteatrov.
- Asmodey nashego vremeni (El Asmodeo de nuestro tiempo), 1858.
- Zapiski zvonarya (Notas del campanero), 1862.
- Basni (Fábulas), 1863.
- Nigilistu (Nihilista), 1863.
- Istoriya Kiyevskoy dukhovnoy akademii, po preobrazovanii yeye, v 1819 godu (Historia de la Academia Teológica de Kiev, en su transformación, desde 1819), 1863.
- Po prochtenii vysochayshego reskripta gr. M. N. Murav'yevu (Al leer el rescripto más alto de M. N. Muravyov), 1865;
- Uzhasnoye otkrytiye (Terrible descubrimiento), 1866.
- Marfa Posadnitsa, ili Padeniye Novgoroda (Marfa Posádnitsa, o la Caída de Nóvgorod), 1870.
- Pis'ma s togo sveta pyatiletnego brata k svoyey sestre (Cartas desde la luz de un hermano de cinco años a su hermana), 1871.

### Póstumo
- Dnevnik (1835-1857) (Diario [1835-1857]), 1882, en el «Boletín Histórico» y con prefacio de F. I. Bulkanov.

- Askóchenski, V. I. (2014). Za Rus' Svyatuyu! [¡Para la Santa Rusia!] (en ruso). Moscú: Institut Russkoy Tsivilizatsii. p. 784. ISBN 978-5-4261-0061-9. Consultado el 10 de mayo de 2018.